# Silvio Vovk
Silvio Vovk (Zagreb, 30. lipnja 1986.) je hrvatski glumac.

## Životopis
Završio je XV. gimnaziju. Diplomirao je na Akademiji dramske umjetnosti u Zagrebu. 
Član je ansambla HNK u Zagrebu.

## Filmografija

### Televizijske uloge
- "Crno-bijeli svijet" kao Leo (2016.)
- "Odmori se, zaslužio si" kao Davor Zubić (2013.)
- "Ah, taj Ivo!" kao Bruno (2012.)
- "Stipe u gostima" kao Igor i bolničar (2011. i 2013.)
- "Mamutica" kao Ivica (2009.)
- "Bračne vode" kao Jura/Mario (2008.)

### Filmske uloge
- "Baby Blues" kao Marinin suprug Veti (2019.)
- "Tri zime" kao Aleksandar Kralj (2019.) - TV-kazališna predstava
- "Zujanje" (kratki film) kao Petar (2014.)
- "Mušice, krpelji i pčele" (kratki film) kao Robi (2012.)
- "Zabranjeno smijanje" kao Igor (2012.)
- "Strejt pul" kao Marko (2010.)
- "The Show Must Go On" kao Robi (2010.)
- "U mojoj glavi anđeo" (kratki film) (2010.)
- "Prokleti" kao mladi Ismael (2008.)
- "Gdje pingvini lete" kao Vanja (2008.)
- "Za naivne dječake" kao Ivica Radić (2007.)

### Sinkronizacija
- "DJ Pepeljuga" kao Freddy Prince (2020.)
- "Spasioci iz Malibua" kao Spencer (2020.)
- "Vlakićgrad" kao Edo (2010.)
- "Franklin" kao medo, puž i pile (2008.)

## Vanjske poveznice
- Silvio Vovk u internetskoj bazi filmova IMDb-u (engl.)